# 斯卡多夫斯克
斯卡多夫斯克（烏克蘭語：Скадовськ，羅馬化：Skadovsk，發音：[skɐˈdɔu̯sʲk]）是乌克兰南部赫尔松州斯卡多夫斯克區斯卡多夫斯克市镇内的城市，为该区及该市镇的行政中心。該市位於克倫卡河左岸，距離州府赫尔松94公里，始建於1894年，面積14.3平方公里，海拔高度5米，2022年人口数量为16,969人。

## 历史
第二次世界大戰期間，當地一度被納粹德國佔領。
2022年3月9日，俄罗斯軍隊攻入該市。3月16日，該市市长被俄羅斯方面逮捕。4月15日，該市市政廳門前的烏克蘭國旗被俄軍降下，取而代之的是俄羅斯國旗。

## 友好城市
- 立陶宛 希盧泰（2016年9月24日）
- 乌克兰 佐洛奇夫（2017年）

## 图集

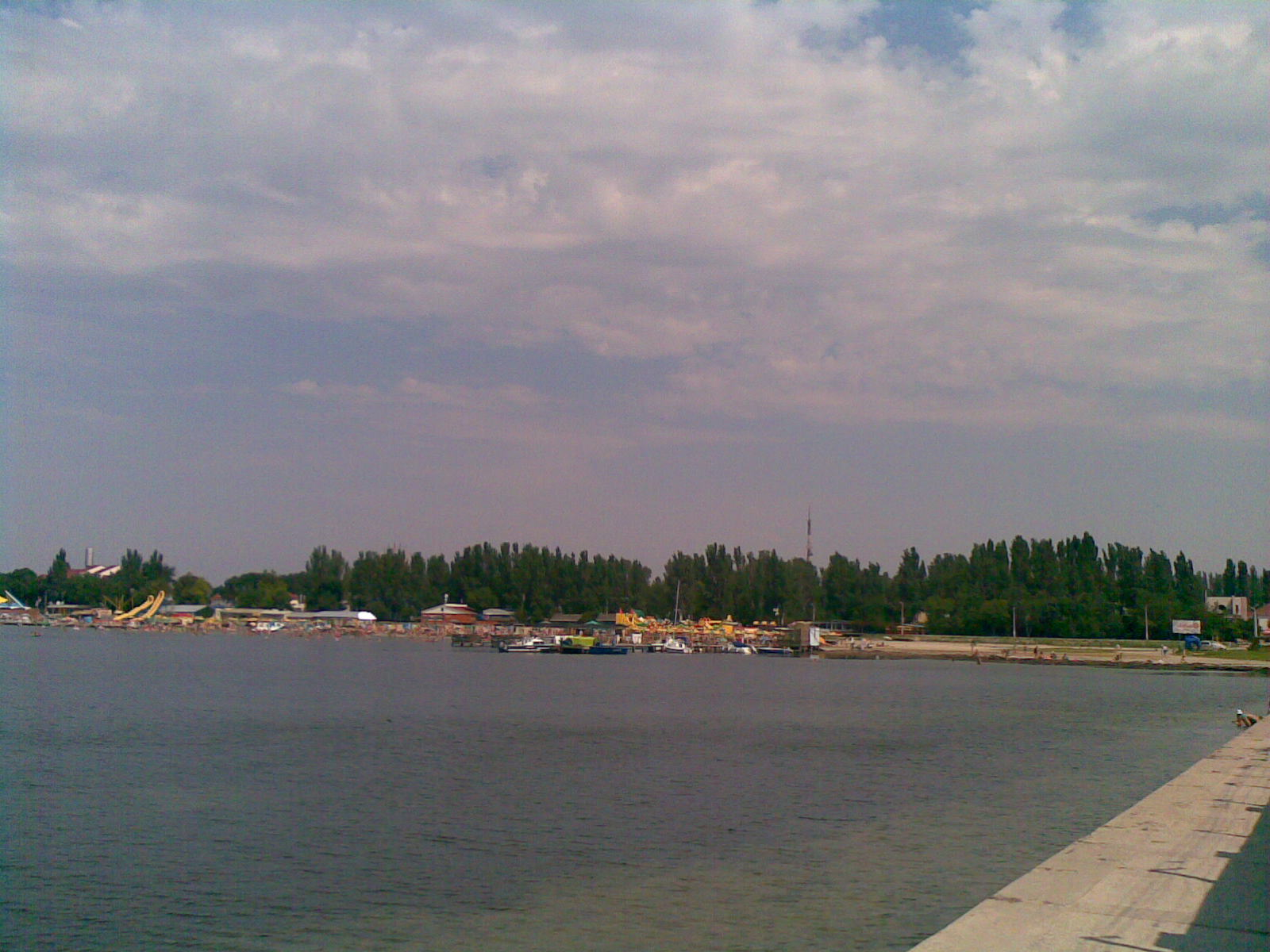
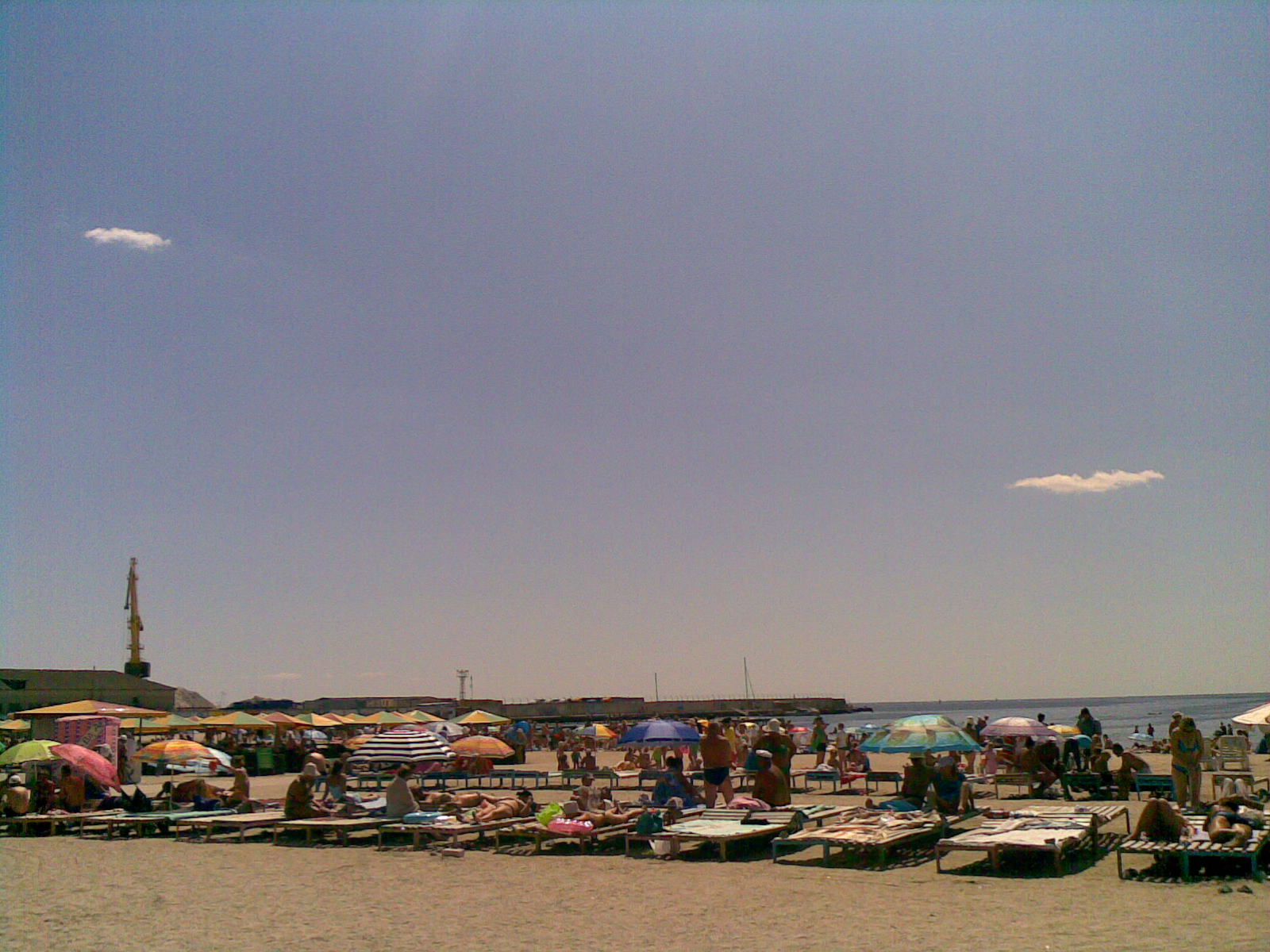
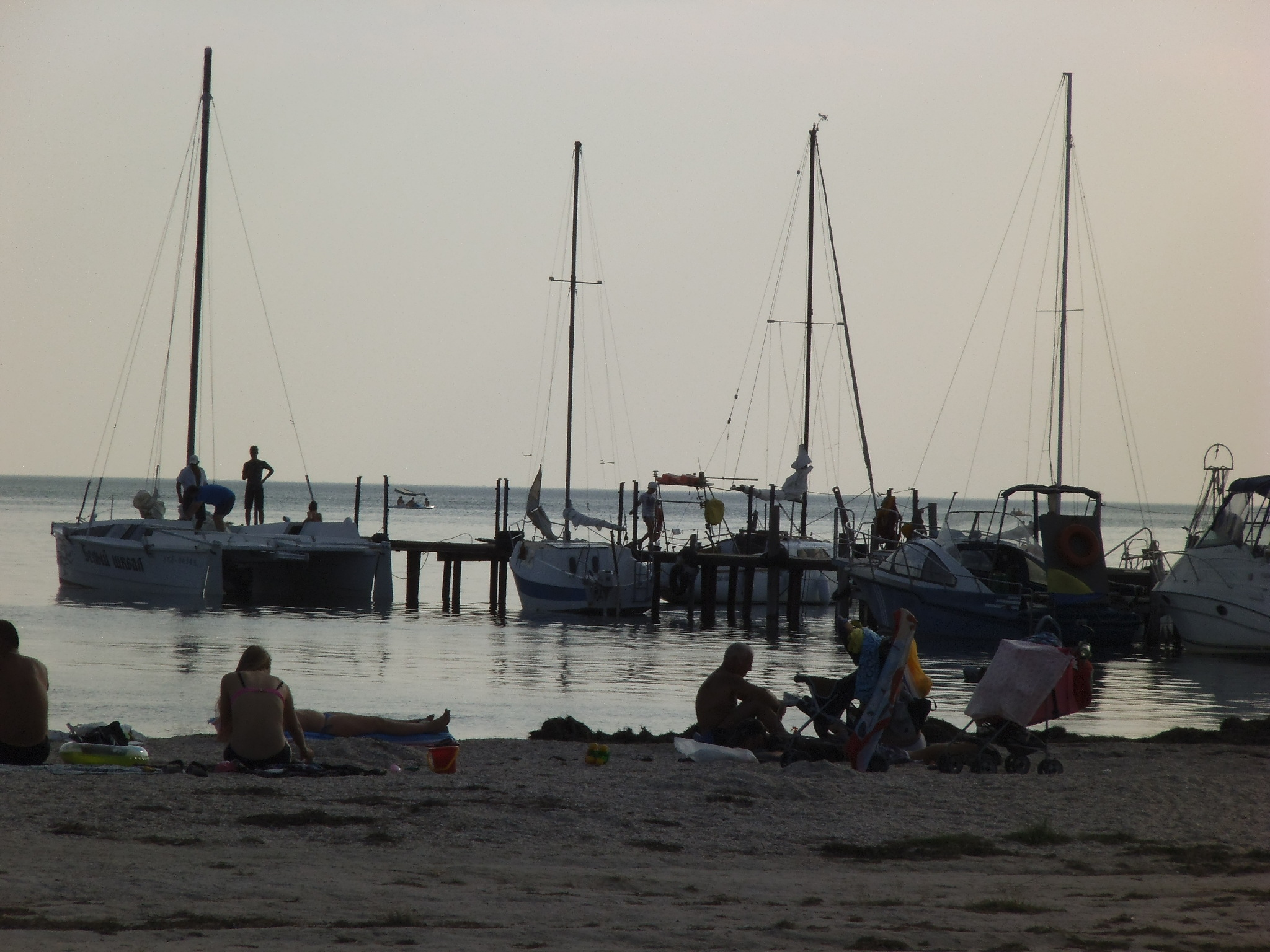
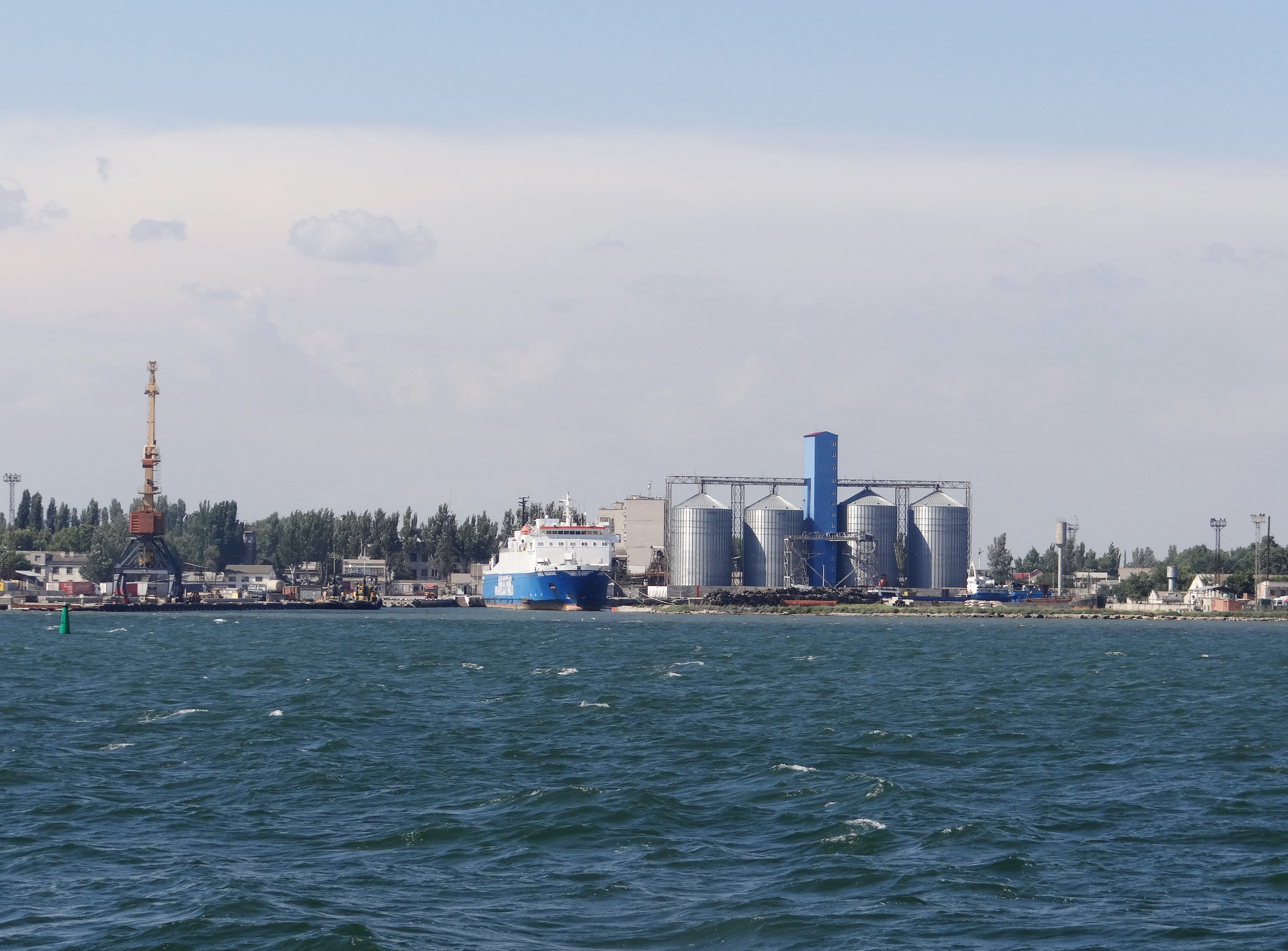
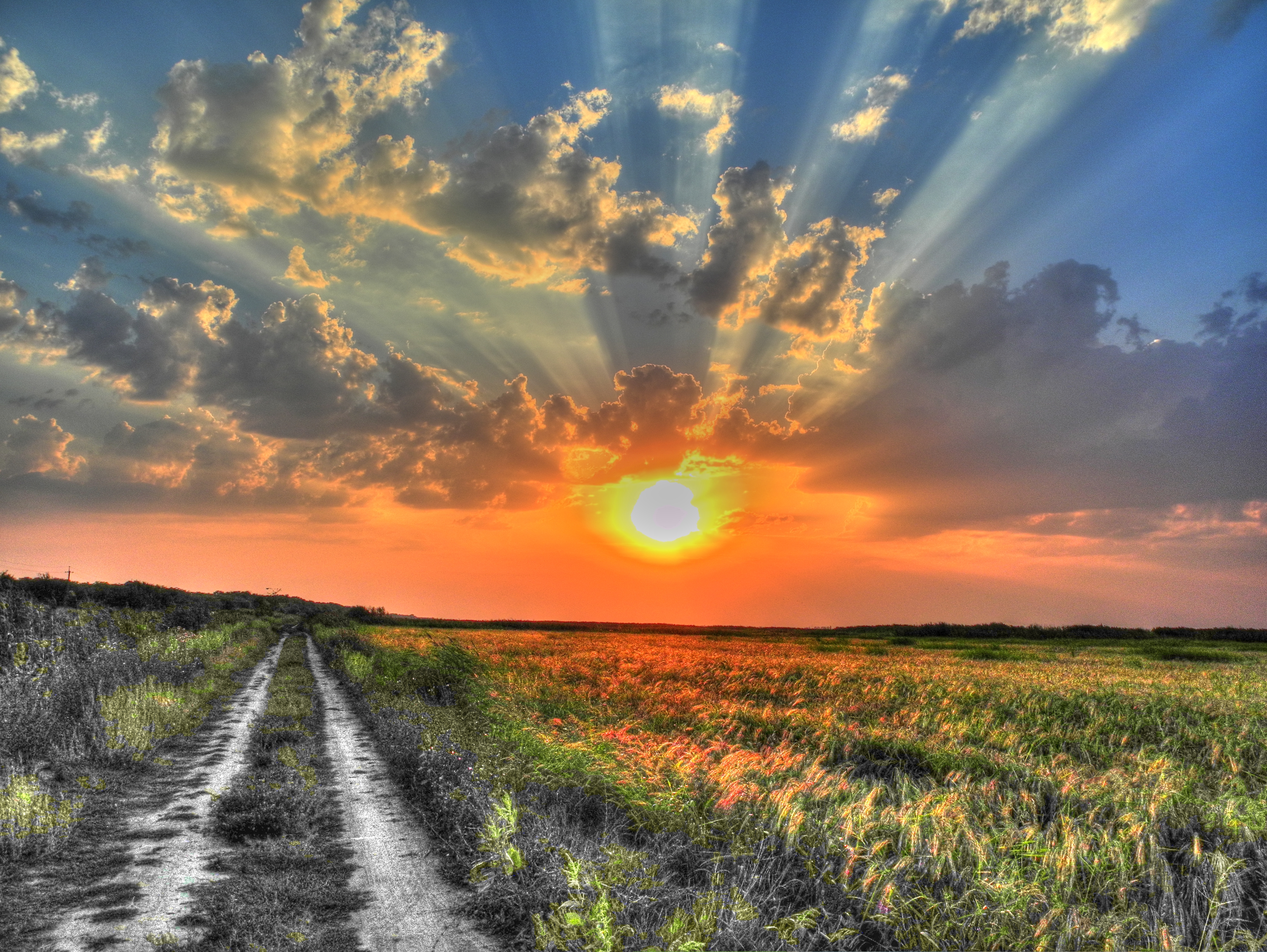
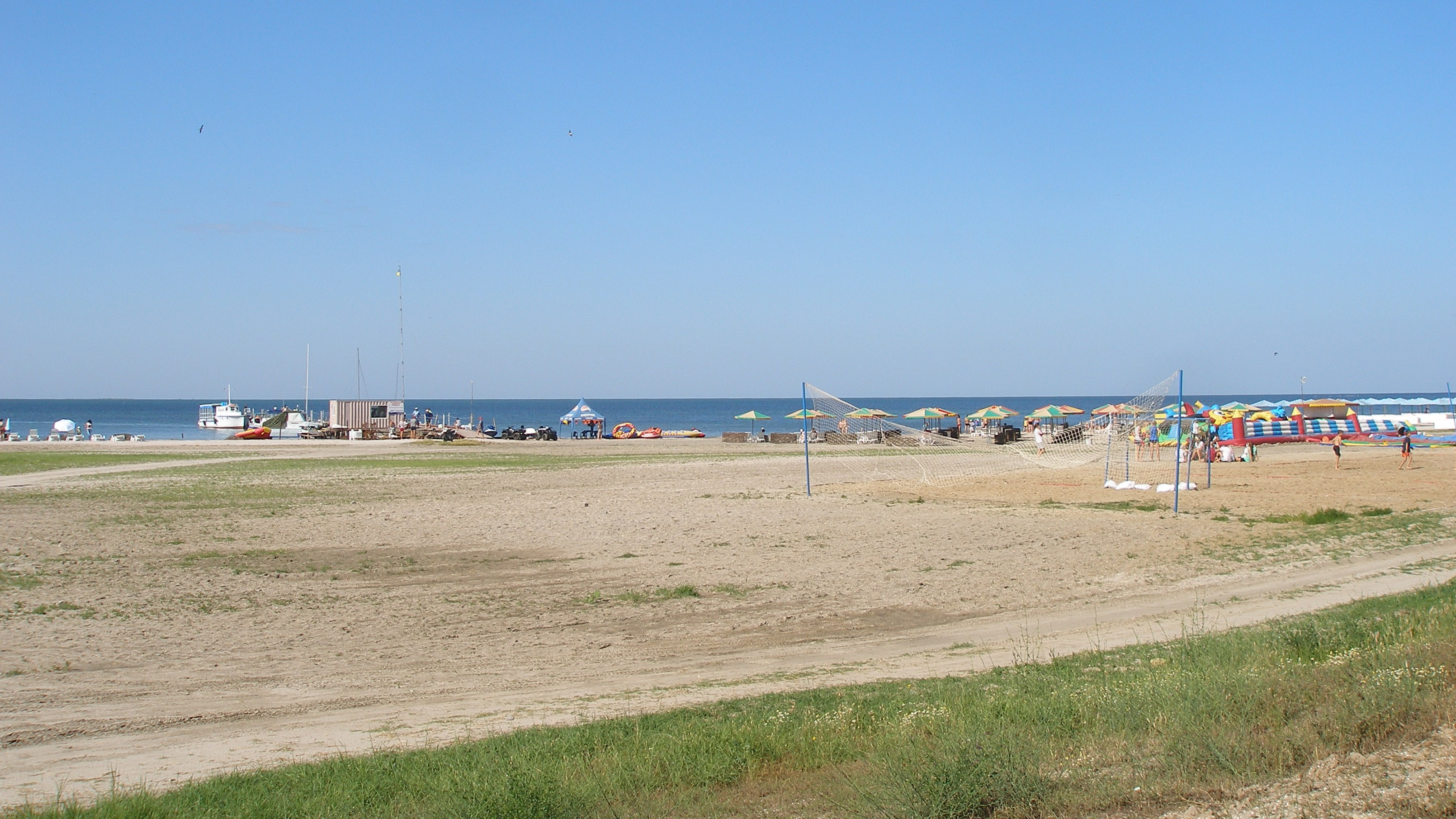
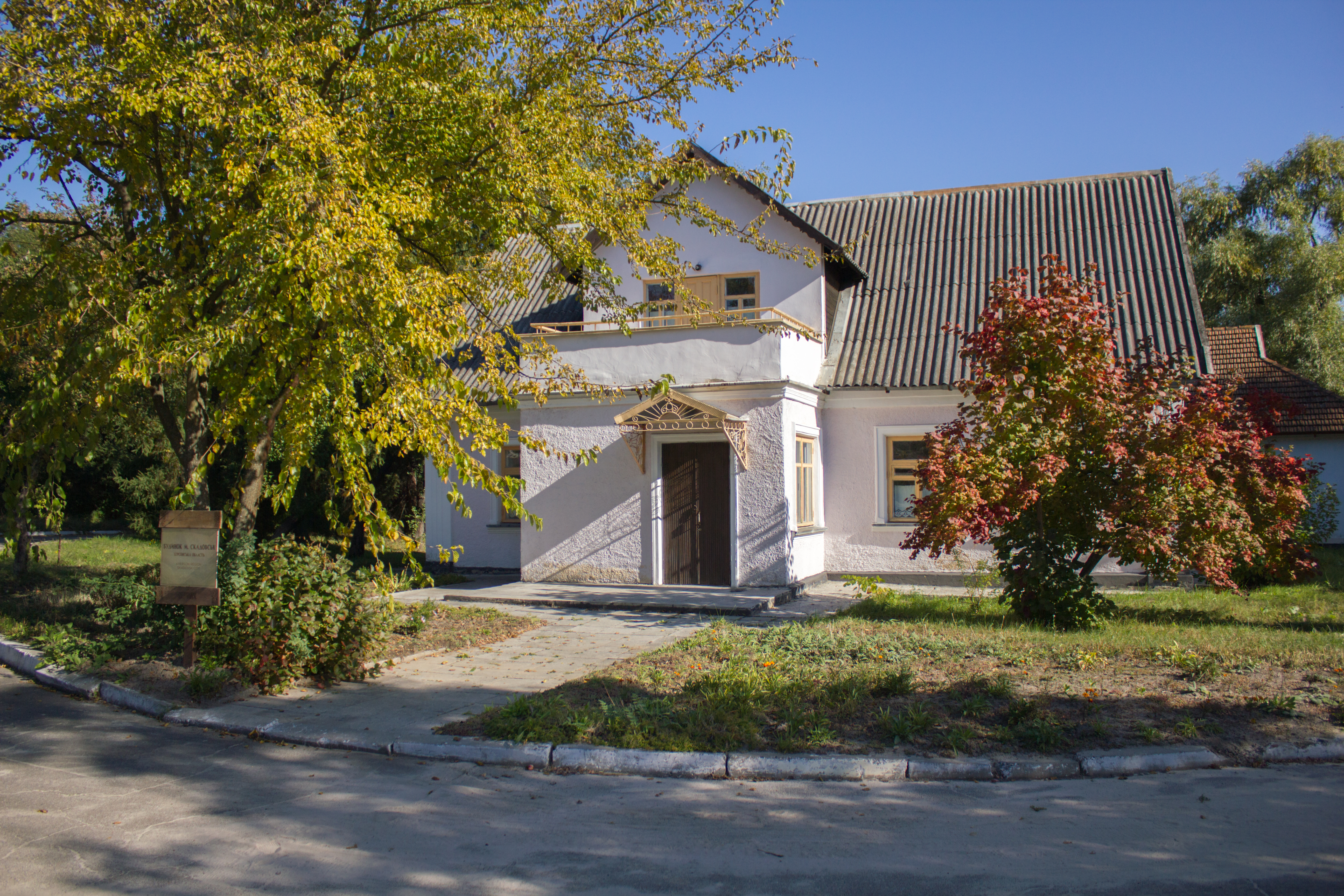
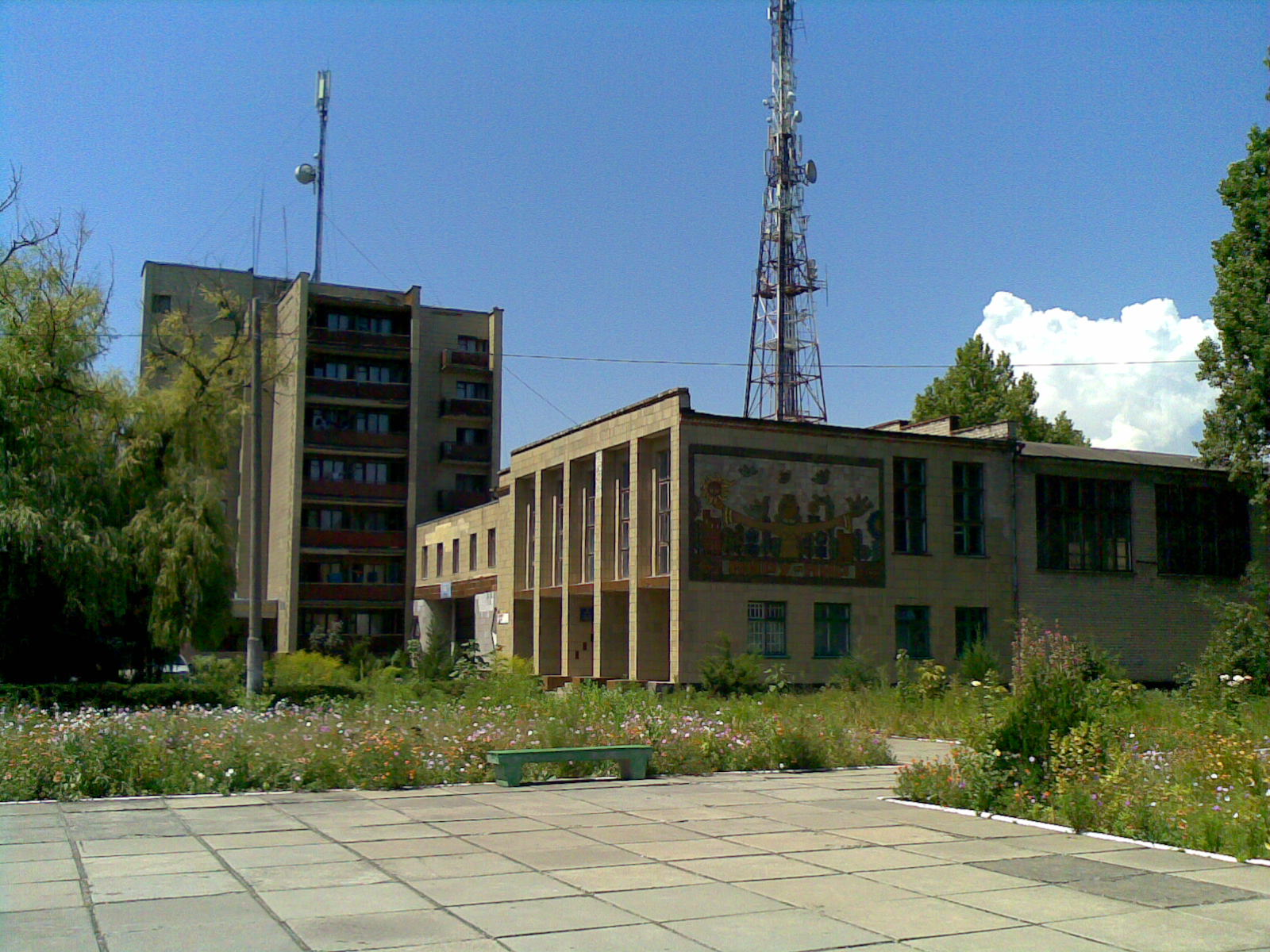
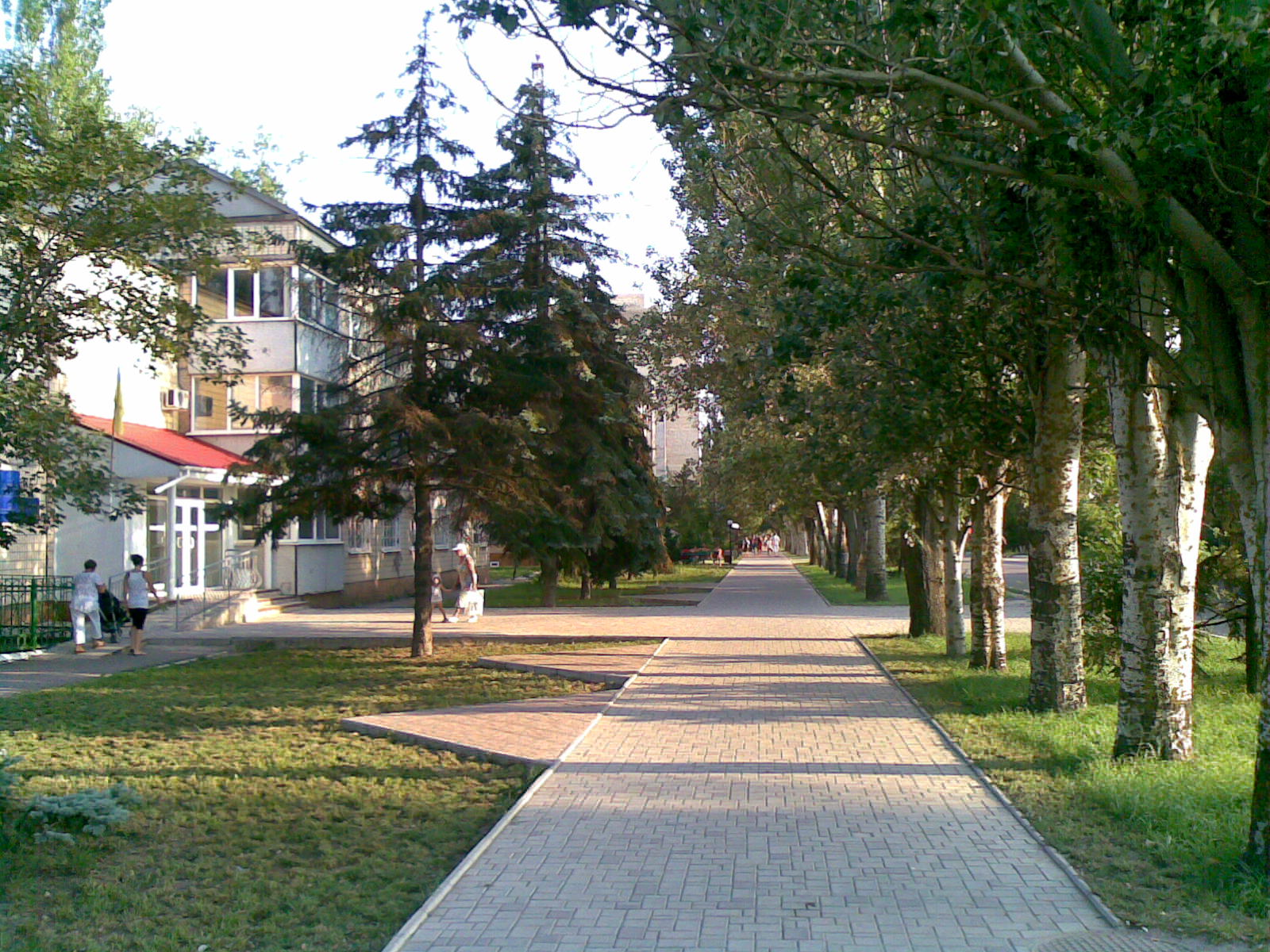
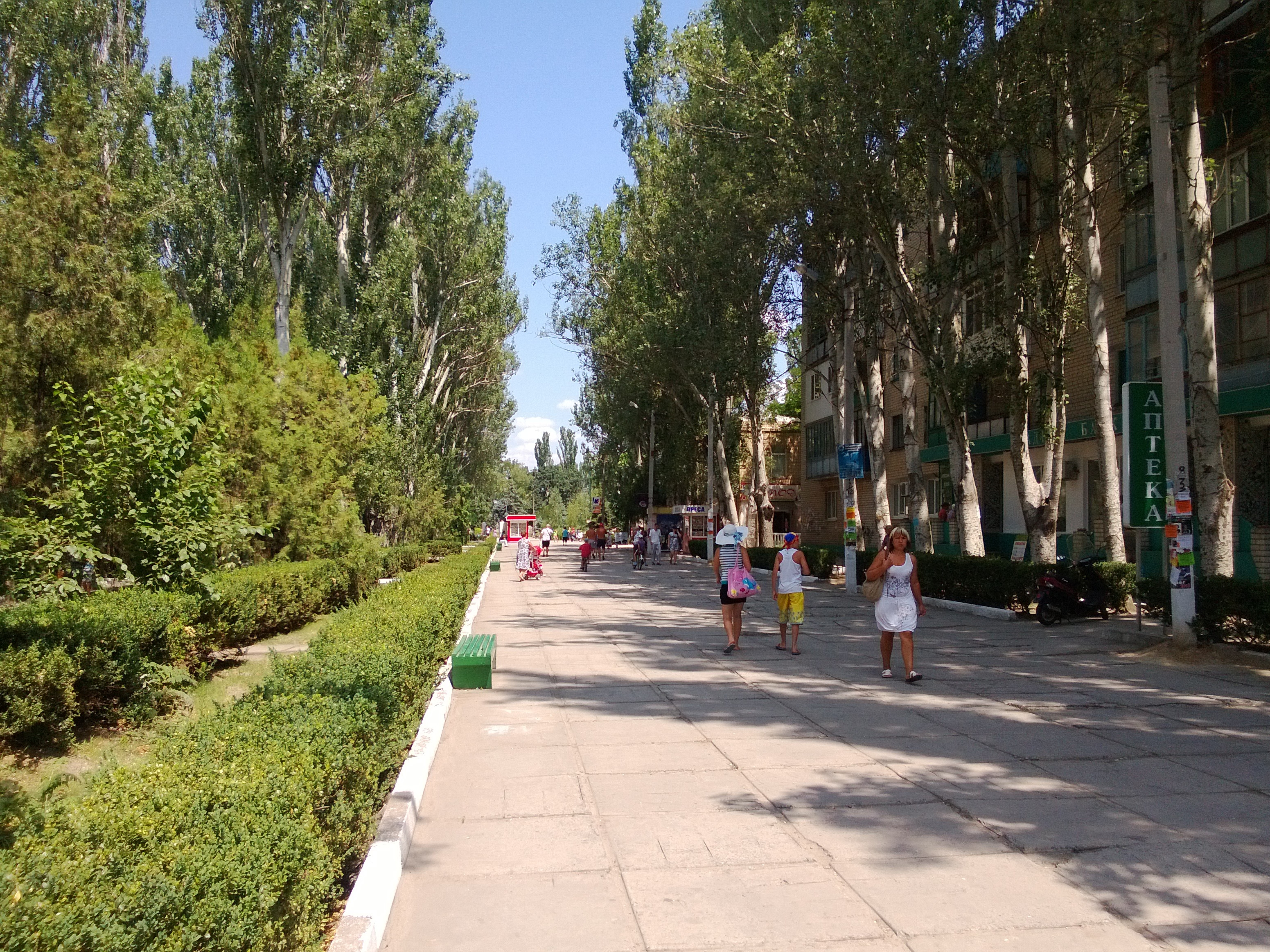